# جيل ريتشي
جيل ريتشي (بالإنجليزية: Jill Ritchie)‏ هي ممثلة أمريكية، ولدت في 5 مارس 1974 في الولايات المتحدة.

## أعمال

### أفلام
- (2005)  فولي لوديد[1][2]

## وصلات خارجية
- جيل ريتشي على موقع IMDb (الإنجليزية)
- جيل ريتشي على موقع ألو سيني (الفرنسية)
- جيل ريتشي على موقع أول موفي (الإنجليزية)
- جيل ريتشي على موقع إن إن دي بي (الإنجليزية)
- جيل ريتشي على موقع قاعدة بيانات الفيلم (الإنجليزية)
- جيل ريتشي على موقع كينوبويسك (الروسية)